# Астрапия
Астрапия (лат. Astrapia mayeri) — вид птиц рода астрапии семейства райских птиц.

## Распространение
Западная часть центрального нагорья Новой Гвинеи. Вид распространен в горах Бисмарка от реки Стрикленд до вулкана Хаген и горы Гилуве. Места обитания этого вида представлены участками тропических лесов, субальпийских и горных облачных лесов, иногда встречается во вторичных лесах.

## Таксономия
Видовое название дано в честь австралийского натуралиста и исследователя Новой Гвинеи Фреда Шоу Майера, который, как полагали, обнаружил этот вид птиц в 1936 году. Однако в настоящее время считается, что первооткрывателем этого вида стал исследователь Джек Хайдс, а Майер изучал его позднее.

## Описание и экология

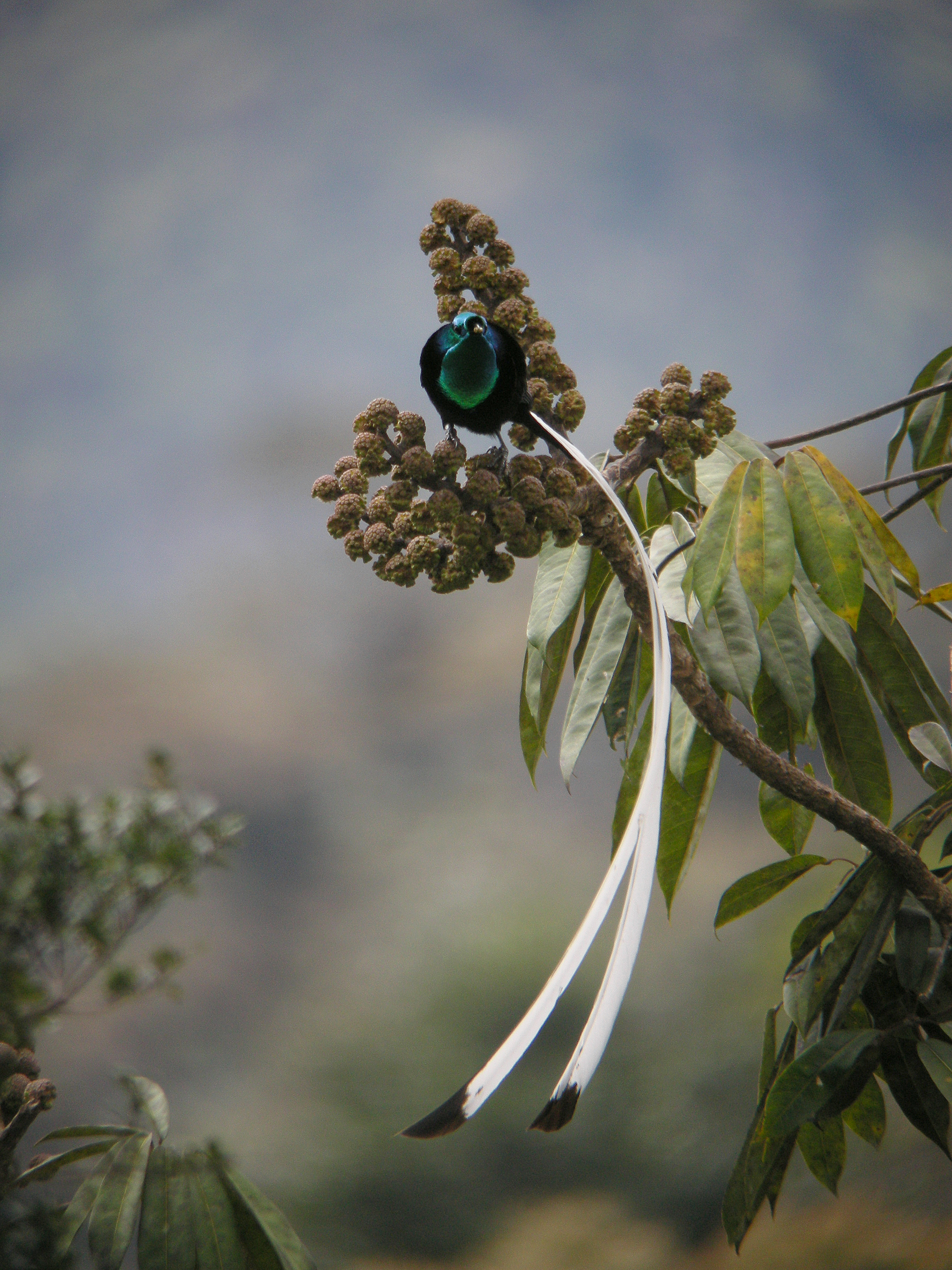
Самец с длинными хвостовыми перьями

Астрапия — птица среднего размера, до 32 см длиной (без учёта хвоста у самцов, длина которого может превышать 1 м). Оперение у самцов оливково-зелёного и бронзового цветов. Два длинных хвостовых пера окрашены в белый цвет. Самка бурого цвета с радужной головой. У самцов длина хвоста в три раза превышает длину его тела. Самцы, как и у других видов райских птиц, полигамны. В связи с уничтожением среды обитания и охотой для получения перьев, астрапия, согласно красному списку МСОП, находится в состоянии LC. Этот вид включён во II приложение СИТЕС.